# NGC 3160
NGC 3160 je galaksija u zviježđu Malom lavu.

## Vanjske poveznice
- SEDS: NGC 3160